# Championnats d'Afrique de trampoline 2021
Navigation
Édition précédente Édition suivante
Les championnats d'Afrique de trampoline 2021 se déroulent du 26 au 27 mai 2021 au Caire, en Égypte. Les championnats devaient initialement se dérouler à Swakopmund en Namibie avant d'être délocalisés pour des questions sanitaires en lien avec la pandémie de Covid-19. La compétition est qualificative pour les Jeux olympiques de Tokyo ; seule la première place est synonyme de qualification pour les Jeux.
Il n'y a que deux épreuves : le trampoline individuel masculin et féminin.
Cette édition est organisée conjointement avec les Championnats d'Afrique de gymnastique artistique 2021.

## Médaillés
| Épreuves              | Or                | Argent          | Bronze         |
| --------------------- | ----------------- | --------------- | -------------- |
| Hommes                |                   |                 |                |
| Trampoline individuel | Seif Asser Sherif | Younes Belkhir  | Safwane Salhi  |
| Femmes                |                   |                 |                |
| Trampoline individuel | Malak Hamza       | Mariam Elbeialy | Thalia Loveira |

## Tableau des médailles
- Pays organisateur ( Égypte)

| Rang | Nation  | Or | Argent | Bronze | Total |
| ---- | ------- | -- | ------ | ------ | ----- |
| 1    | Égypte  | 2  | 1      | 0      | 3     |
| 2    | Algérie | 0  | 1      | 0      | 1     |
| 3    | Maroc   | 0  | 0      | 1      | 1     |
| 3    | Namibie | 0  | 0      | 1      | 1     |
|      | Total   | 2  | 2      | 2      | 6     |